# Verbandsgemeinde Trier-Land
La comunità amministrativa di Trier-Land (Verbandsgemeinde Trier-Land) si trova nel circondario di Treviri-Saarburg nella Renania-Palatinato, in Germania.

## Comuni
Fanno parte della comunità amministrativa i seguenti comuni:
| Comune, città | Sup. (km²) | Abitanti |
| ------------- | ---------- | -------- |
| Aach          | 6,96       | 1 142    |
| Franzenheim   | 6,47       | 370      |
| Hockweiler    | 2,08       | 283      |
| Igel          | 7,30       | 2 076    |
| Kordel        | 16,60      | 2 144    |
| Langsur       | 11,93      | 1 804    |
| Newel         | 16,65      | 2 769    |
| Ralingen      | 27,64      | 2 100    |
| Trierweiler   | 18,42      | 3 814    |
| Welschbillig  | 37,08      | 2 610    |
| Zemmer        | 24,38      | 3 085    |
| VG Trier-Land | 175,49     | 22 197   |

(Abitanti al 31 dicembre 2021)